# Sesamum alatum
Sesamum alatum es una especie de planta de la familia Pedaliaceae.

## Descripción
Es una hierba anual erecta, mide de 50 a 150 cm de alto. Posee hojas heteromórficas, las hojas inferiores 3-5-folioladas o muy profundamente divididas con lóbulos angostos, lineares-lanceolados; las hojas superiores son simples, glabras, a excepción de algunas glándulas de mucílago, con margen entero.
Sus flores miden 3,5 cm de diámetro, son de color rosa rojizo con líneas más oscuras en el lóbulo inferior de la corola. Su fruto es una cápsula obcónica con pico. Las semillas son aladas en ambos extremos.

## Usos
Sus semillas, hojas y brotes son comestibles. Las hojas y brotes son consumidos crudos o cocidos. En Sudán se extrae aceite de sus frutos. Sus semillas son cocidas junto con hojas de zapallo y servidas como un acompañamiento con otros alimentos básicos.